# Ralf Sommerlad

Ralf Sommerlad

Ralf Sommerlad (* 5. August 1952 in Frankfurt am Main; † 11. Juni 2015 ebenda) war ein deutscher Artenschützer, Autor und Naturfotograf, der vor allem durch das Training von Krokodilen in europäischen Zoos zeitweilig als „Krokodilflüsterer“ bundesweite Bekanntheit erlangt hat. Sein gemeinsam mit Ludwig Trutnau veröffentlichtes Buch „Krokodile. Biologie und Haltung“ (2006), das auch in einer englischsprachigen Ausgabe erschienen ist, gilt heute als ein Standardwerk.

## Leben
Sommerlad wurde bereits als Jugendlicher von Bernhard Grzimek und Robert Mertens dazu angehalten, eine naturwissenschaftliche Laufbahn einzuschlagen. Er absolvierte nach Ende der Schulzeit eine Ausbildung als Tierpfleger im Exotarium des Zoologischen Gartens Frankfurt, ergriff aber nach einigen Jahren den Beruf des Versicherungsmaklers.
Dem Frankfurter Zoo blieb er verbunden, ferner veröffentlichte er zahlreiche Artikel in terrarienkundlichen und herpetologischen Fachzeitschriften und hielt weltweit in Zoos und auf Fachtagungen Vorträge zu Biologie, Verhalten und Schutz der Krokodile, vor allem der Sunda-Gaviale.
In der Deutschen Gesellschaft für Herpetologie und Terrarienkunde (DGHT) war Sommerlad zeitweilig der 2. Vorsitzende und Schriftführer der „AG Krokodile“. Auf internationaler Ebene war er Gründungsmitglied und Vorsitzender der Tomistoma Task Force (TTF) innerhalb der Crocodile Specialist Group (CSG) der Weltnaturschutzunion, legte das Amt aber nieder, als er zum stellvertretenden Vorsitzenden der CSG für Europa berufen wurde. Ferner agierte er als Berater für die Reptile Taxon Advisory Group (TAG) der European Association of Zoos and Aquaria (EAZA) und hatte zu unterschiedlichen Zeiten Funktionen im Direktorium des Madras Crocodile Bank Trust und im Vorstand des Crocodilian Conservation Center of Florida inne.
Der Umbau der Krokodilanlagen in den Zoos in Köln und Leipzig erfolgte nach Sommerlads Vorschlägen.  Die Anlage der Sunda-Gaviale im Wetland Park in Hongkong, die als die beste weltweit gilt, wurde von ihm entworfen.
Ein von Sommerlad besonders forciertes Projekt war der Schutz des Lake Mesangat in Indonesien mit den dortigen Vorkommen der vom Aussterben bedrohten Siam-Krokodile und Sunda-Gaviale.
Weite Bekanntheit erlangte Sommerlad, „Deutschlands führender Krokodilexperte“ durch die Schulung von Krokodilpflegern in verschiedenen Zoos, wie beispielsweise in Hamburg, Köln und Basel.
Im November 2015 veröffentlichte das Virginia Aquarium & Marine Science Center die Meldung, dass ein neu zugegangenes Sunda-Gavial-Zuchtpärchen in Erinnerung an den einige Monate zuvor verstorbenen Krokodilexperten auf die Namen „Ralf“ und „Sommer“ getauft worden ist. Im gleichen Jahr wurde der erste Ralf Sommerlad Crocodile Conservation Award auf dem CrocFest in Florida vergeben.
Die Crocodile Specialist Group der Weltnaturschutzunion hat im Januar 2016 den 5. August zum „World Tomistoma Day“ (Welt-Sunda-Gavial-Tag) ausgerufen. Das Datum wurde gewählt, um postum Ralf Sommerlad zu ehren, der an einem 5. August geboren wurde.
Neben seinem Beruf als Versicherungsmakler und seinen vielfältigen Tätigkeiten als Naturschützer war Sommerlad zudem jahrzehntelang in der Frankfurter Fastnacht als Sitzungspräsident, Protokollant und Vortragender (mit seinem jüngeren Bruder Bernd) aktiv. Er leitete ferner zeitweilig die Arbeitsgemeinschaft Rödelheimer Geschäftsleute und war für einige Jahre Mitglied des Ortsbeirats 7 (Hausen, Industriehof, Praunheim, Rödelheim, Westhausen).
Sommerlad war verheiratet und Vater dreier Söhne. Sein jüngster Bruder Uwe ist Filmautor.

## Werke (Auswahl)
- L. Trutnau, R. Sommerlad: Krokodile: Biologie und Haltung. Verlag Chimaira, Frankfurt 2006.
- L. Trutnau, R. Sommerlad: Crocodilians – Their Biology and Captive Husbandry. Verlag Chimaira, Frankfurt 2006.
- R. Sommerlad, D. Karbe, K. van der Straeten, A. Rauhaus, D. Ziegler: Krokodile. In: Sachkunde Gefährliche Reptilien. VDA/DGHT Sachkunde GbR, Mannheim 2014.